# Wuhleteich
Der Wuhleteich ist ein Teich im Berliner Bezirk Marzahn-Hellersdorf an der Grenze von Marzahn und Hellersdorf in der Nähe vom Kienberg im Wuhletal.

## Landschaft
Das Naturschutzgebiet um den Wuhleteich ist durch den Flussarm der Wuhle sowie die unmittelbare Nähe zum Kienberg geprägt und weist eine vielfältige Flora und Fauna auf. Die Ufer sind mit Schilfröhricht bewachsen, angrenzend finden sich Auen, Wiesen und Wälder. Im Wuhleteich leben unter anderem Rotfeder und Hecht. Zudem sind ganzjährig verschiedene Vogelarten wie Eisvogel, Graureiher, Stockente aber auch Mäusebussard und Turmfalke anzutreffen.
Seit den Bauarbeiten im Zusammenhange mit der IGA 2017 ist zudem mittlerweile eine Familie von Bibern anzutreffen, die das Gebiet maßgeblich prägen und verändern. So steigt der Wasserspiegel von Wuhleteich und dem Wuhleabschnitt bis zum S-Bahnhof Wuhletal kontinuierlich an, wodurch Feuchtwiesen und Uferplätze überflutet und zerstört werden. Zudem sind inzwischen rd. 50 Bäume den Bibern zum Opfer gefallen.

## Geschichte

### Entstehung
Der Wuhleteich ist auf die ursprüngliche Planung der Berliner Gartenschau zurückzuführen. Die Gewässer sollten zu einem wichtigen Bestandteil der Gärten der Welt werden. Nach der deutschen Wiedervereinigung konnten die ursprünglich geplanten Bauarbeiten nicht mehr fortgesetzt werden. So entstand ein wertvolles ökologisches Gebiet.

### Steinzeitlicher Fund
Bei Bauarbeiten konnte einer der berühmtesten urzeitlichen Funde des Berliner Raumes geborgen werden. Dieser wurde in einer Tiefe von 5,5 Meter gefunden. Es ist eine Hirschmaske aus der mittleren Steinzeit. Diese und weitere außergewöhnlichen Funde deuten darauf hin, dass das Wuhletal schon seit sehr langer Zeit von Menschen bewohnt und geprägt wurde.

### IGA Berlin 2017
Zur Internationale Gartenausstellung 2017 wird der Wuhleteich und das umliegende Gelände umgebaut. Das gesamte Gebiet wurde in diesem Zeitraum von den Gärten der Welt verwaltet.